# 乔治·夏勒

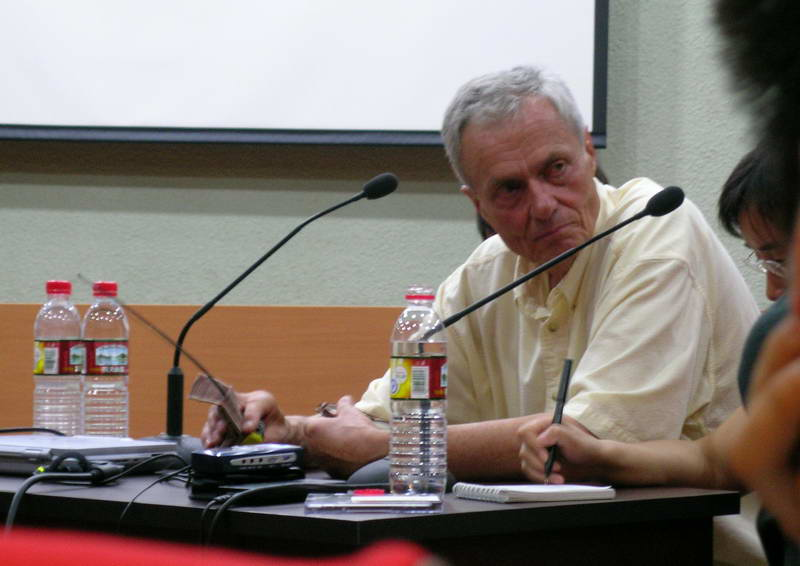
2005年8月10日乔治·夏勒在北京动物园科普馆做讲座——高原上的生灵，他手中拿着的是给藏羚羊幼崽佩戴的无线电发报器

乔治·比尔斯·夏勒（英語：George Beals Schaller，1933年—）是一位美国动物学家、博物学家、自然保护主义者和作家。他一直致力于野生动物的保护和研究，在非洲、亚洲、南美洲都开展过动物学研究，曾被美国《时代周刊》评为世界上三位最杰出的野生动物研究学者之一。曾任国际野生动物保护学会（前身是纽约动物学会）的负责人。現為非牟利野生動物保護組織Panthera Corporation的副主席。他是第一个受委托在中国为世界自然基金会（WWF）开展工作的西方科学家。

## 研究经历
乔治·夏勒1933年出生在德国柏林，十几岁时搬到美国密苏里居住。他的野外工作为人所知是从1959年开始的。那时他在中非研究大猩猩（gorilla gorilla beringe），他写的《The Mountain Gorilla: Ecology and Behavior》第一次向人们揭示出大猩猩的神秘生活。也正是他的研究把这个与人类亲缘最近的物种从灭绝的边缘挽救了回来。著名美国动物学家Dian  Fossey，通过《国家地理》的资助，与Louis Leakey一起继续着夏勒的野外研究。他们的研究帮助人们改变了对大猩猩的偏见，并使人们认识到大猩猩是一种具有群体智慧的动物，许多行为与人很相近。
在出版了《The Mountain Gorilla》后，夏勒担任约翰·霍普金斯大学的研究员直到1966年，这期间，他成为了纽约动物学会动物学家和洛克菲勒大学的教授。1979年至1988年，他一直担任国际野生生物保护学会的科学主任。在他的努力下，建立了五个野生动物保护区，其中包括受石油开采威胁的阿拉斯加的北极自然保护区。1980年开始，夏勒受世界自然基金会委托在中国研究大熊猫，成为1939年之后第一个接触到野生熊猫的西方人。1985年，夏勒与中国政府合作研究野生动物，在他的努力下，终于促成了羌塘自然保护区的建立。
1994年，夏勒和Alan Rabinowitz博士在老挝发现了罕见的动物武广牛（Pseudoryx nghetinhensis，英文名saola），之后夏勒又重新发现了越南疣猪——一个一度认为已经灭绝的物种。1996年他重新发现了一群西藏马鹿，这也是一个认为已经灭绝的物种。夏勒也是主张对大脚怪进行深入研究的少数科学家之一。

## 夏勒在中国
1980年夏勒应世界自然资金会的邀请在四川卧龙自然保护区开始对大熊猫进行行为学研究。工作期间，他进行了细致严谨的田野调查，诚实地揭示出当地熊猫保护工作的问题，为有效的保护大熊猫提出过很多建议。1984年，夏勒博士成为第一个得到中国政府批准进入羌塘无人区开展研究的外国人，并由此开始了他在藏北长达十几年的调查。在20多年的时间里，他深入研究了藏羚羊、西藏盘羊、岩羊、藏原羚、野牦牛、白唇鹿、野骆驼、藏野驴等有蹄类动物，他的言传身教和科学方法也培养了年轻一代的野外研究人员。在对藏羚羊研究过程中，他首先把藏羚羊数量急剧减少与绒毛贸易相联系，使沙图什背后的血腥公布于众。在1990年代之前，从事沙图什贸易的商人一直在向欧美消费者宣扬，制造沙图什的原料来自北山羊、野山羊、家山羊，甚至即西伯利亚鹅的羽绒，以掩盖沙图什背后对藏羚羊血腥的屠杀，1992年乔治·夏勒在历经两年的跟踪调查之后，向人们公布了他的研究结果：制造沙图什的唯一原料藏羚羊的羊绒，采集这种绒的唯一办法是先把藏羚羊杀死，由于沙图什贸易，将近90％的藏羚羊在短短的几十年中消失了。夏勒博士的努力促使欧美世界禁止血腥贪婪的沙图什贸易，推动了对藏羚羊的保护。

## 出版物和荣誉
夏勒写过许多关于非洲和亚洲的哺乳动物的书，受到了广泛的欢迎，其中《塞伦盖提的狮子》获得了1972年美国国家图书奖，以在中国的研究经历写成的《最后的熊猫》和《青藏高原上的生灵》也成为国际畅销书。他还为杂志和报纸撰写过大量的文章，介绍他所研究的动物，从而形象的宣传动物保护。
由于他对自然保护的贡献，他荣获过1980年世界自然基金会的金质勋章，1996年国际宇宙奖（日本）和1997年美国泰勒环境成就奖。他正直的性格让他多次揭示出事实真相，成为世界动物保护运动的楷模。